# Bíró Annamária
Bíró Annamária (Makó, 1951. július 24. – Budapest, 1998. szeptember 1.) fazekas, a népművészet mestere.

## Életpályája
Szegeden a Tömörkény István Iparművészeti Gimnázium kerámia szakán egyidejűleg érettségizett és kerámiakészítő szakmunkásvizsgát tett. 1969-ben költözött Szekszárdra. 2 hónapig Steig István fazekas műhelyében korongozott, majd a decsi Háziipari Szövetkezetbe került bemintázó gyakornoknak. Itt olyan jól megtanult szőni és hímezni, hogy sárközi főkötőhímzéssel készült pályamunkára az elsők között kapta meg a Népművészet Ifjú Mestere címet 1970-ben. 
1970-től 17 éven át a Szekszárd-csatári kerámiaüzemben dolgozott különböző beosztásokban. A ranglétra minden fokát kipróbálta a díszítőtől a művészeti vezetőig. Ezzel párhuzamosan elkezdte saját műhelye kialakítását, s amikor munkabeosztása lehetővé tette, ott dolgozott. 
A sárközi kerámiahagyományok folytatására Kresz Mária, a barcaújfalusi fehér alapon kék írókás edények megújítására Domanovszky György néprajzkutatók biztatták, elismerve a díszítésben szinte egyedülálló jártasságát, tehetségét. Az áttanulmányozott erdélyi múzeumok anyaga és a szakirodalom „hozadéka” tért vissza aztán használati tárgyain: edényeken, mokkás, teás- és étkészleteken, dísztárgyakon.
Kis műhelyét 1995 februárjában, szintén pár négyzetméternyi bemutatóteremmel bővítette, de ez sem mentette meg az állandó jövés-menéstől, ki- és becsomagolástól, vásározástól, ami – örömei mellett – bizony egyre inkább fárasztóvá vált. Hagyatékának egy részét a Wosinsky Mór Megyei Múzeum vásárolta meg, egy másik részét húga, Olti Ildikó ajándékozta a múzeumnak kiállítás céljaira.

## Kiállításai
- 1973–1994 között: Paks, Szekszárd, Badacsonytomaj, Tapolca, Budaörs, Decs, Zalaegerszeg
- Külföldön: Bécs

## Díjai
- Népművészet Ifjú Mestere díj (1970)
- Népi iparművész (1975)
- Gránátalma-díj (1994)
- Pro Renovanda Cultura Hungariae I. díj (1995)
- Népművészet Mestere díj (1998)